# Pteragogus pelycus
 Pteragogus pelycus és una espècie de peix de la família dels làbrids i de l'ordre dels perciformes.

## Morfologia
Els mascles poden assolir els 15 cm de longitud total.

## Distribució geogràfica
Es troba a l'oest de l'Índic (fins a Durban, Sud-àfrica) i al Mediterrani oriental.